# Methoden der mathematischen Physik
Methoden der mathematischen Physik (em português Métodos de Física Matemática) é um livro de 1924, em dois volumes, totalizando cerca de 1000 páginas, publicado sob os nomes de David Hilbert e Richard Courant. Foi um tratamento global dos métodos de física matemática existentes na época. O segundo volume é dedicado à teoria das equações diferenciais parciais. Ele contém presságios do método de elementos finitos, no qual Courant iria trabalhar posteriormente, e que acabaria por se tornar base para análise numérica.
O material do livro foi elaborado a partir do conteúdo das palestras de Hilbert. Enquanto Courant desempenhou o papel editorial principal, muitos na Universidade de Göttingen foram envolvidos na escrita, e, nesse sentido, foi uma produção coletiva.
Em sua aparição em 1924, aparentemente, tinha pouca ligação direta com as perguntas da teoria quântica, centro da física teórica do época. Isso mudou no prazo de dois anos, com a formulação da equação de Schrödinger. As técnicas de Hilbert-Courant foram de relevância imediata à nova mecânica ondulatória.
Houve uma segunda edição (1931/7), nos Estados Unidos (1943), e uma terceira edição alemã (1968). A versão em inglês de Métodos de Física Matemática (1953) foi revista por Courant, e o segundo volume teve extenso trabalho realizado pela faculdade do Instituto Courant. Os livros rapidamente ganharam a reputação de clássicos.